# Shannon Day
Shannon Day (nacida como Sylvia Day; 5 de agosto de 1896 – 24 de febrero de 1977) fue una actriz estadounidense que trabajó en películas mudas que apareció en numerosas producciones interpretando papeles secundarios. Durante su adolescencia, hizo apariciones en Broadway. 
Day nació el 5 de agosto de 1896, en el Imperio austrohúngaro. Estudió en las escuelas públicas de Nueva York y en la Art Students League de esa ciudad.
Day comenzó a actuar en el teatro cuando era una niña. Con el nombre de Sylvia Day, actuó en Broadway en Ziegfeld Nine O'Clock Review (1919). Su primera aparición en la industria cinematográfica se produjo en 1921 en la película Forbidden Fruit de Cecil B. DeMille.
Cuando Day dejó de actuar en películas, empezó a dar clases de arte dramático en Manhattan. Murió el 24 de febrero de 1977 en Nueva York, a los 80 años.

## Filmografía parcial
- Forbidden Fruit (1921)
- Man, Woman & Marriage (1921)
- The Affairs of Anatol (1921)
- After the Show (1921)
- The Woman He Married (1922)
- One Clear Call (1922)
- Captain Fly-by-Night (1922)
- North of the Rio Grande (1922)
- The Ordeal (1922)
- Fools First (1922)
- His Back Against the Wall (1922)
- Marriage Morals (1923)
- Manslaughter (1922)
- The Marriage Market (1923)
- All the Brothers Were Valiant (1923)
- The Star Dust Trail (1924)
- So This Is Marriage (1924)
- The Girl on the Stairs (1925)
- Silent Pal (1925)
- The Vanishing American (1925)
- Breed of the Sea (1926)
- The Gypsy Romance (1926)
- The Barrier (1926)
- Stranded (1927)
- Worldly Goods (1930)
- Hotel Variety (1933)
- Tramp, Tramp, Tramp (1942)